# 149 Dywizja Lotnictwa Bombowego

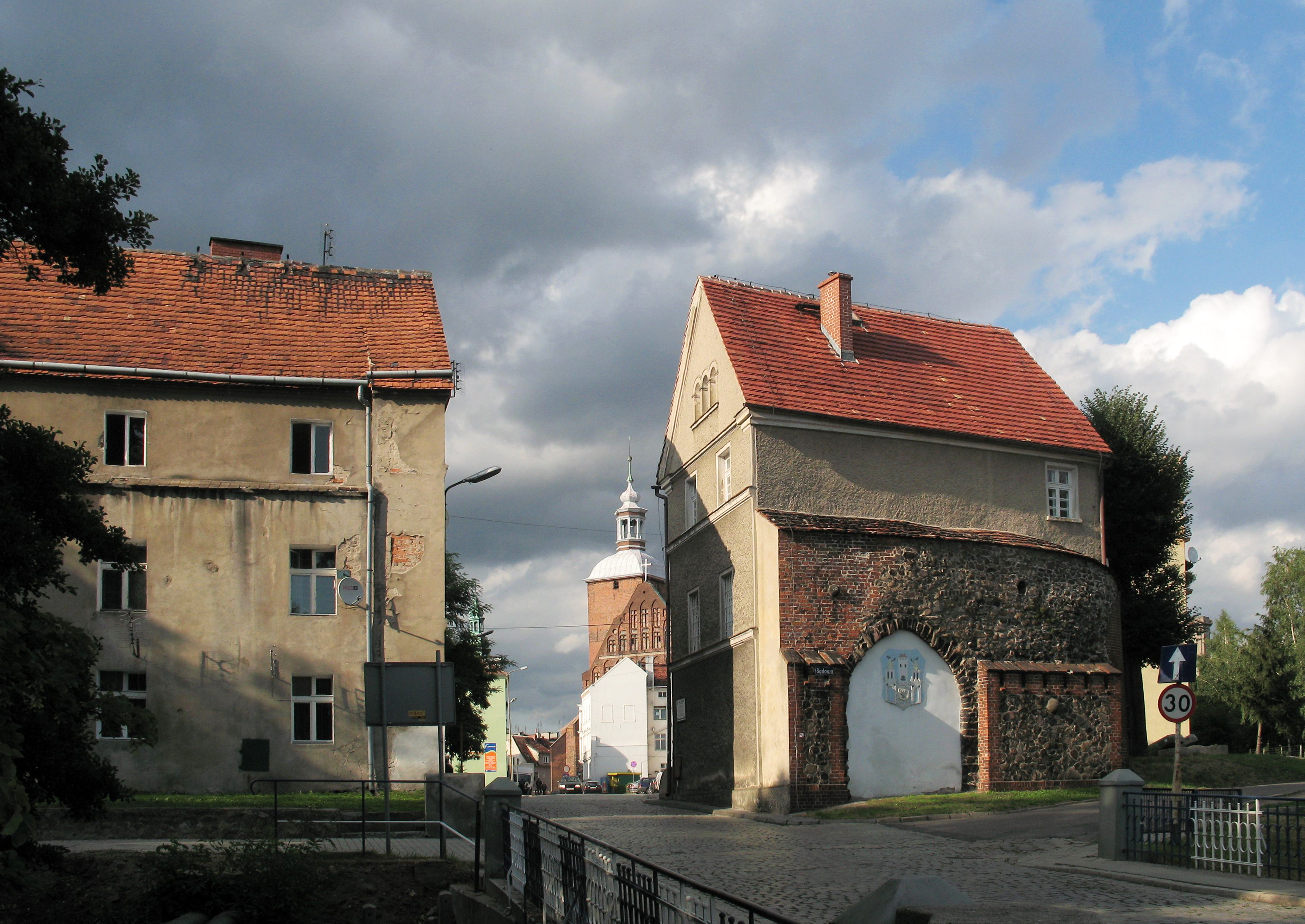
Brama Żagańska w Szprotawie

149 Dywizja Lotnictwa Bombowego – Związek taktyczny Sił Powietrznych ZSRR, stacjonujący w latach 1955–1992 na terytorium Polski w składzie Północnej Grupy Wojsk.
Dywizja wchodziła w skład 4 Armii Lotniczej PGWAR. Sztab dywizji mieścił się w Szprotawie.

## Historia
Dywizję sformowano w 1942 roku jako 149 Dywizję Lotnictwa Myśliwskiego OPL. Wzięła ona udział w działaniach wojennych przeciwko Japonii w roku 1945. W roku 1952 Dywizję przekazano w skład Wojsk Lotniczych, a w 1955 włączono w skład Północnej Grupy Wojsk, z przemieszczeniem na terytorium Polski do m. Szprotawa. W 1960 roku przeformowano ją w 149 Dywizję Lotnictwa Myśliwsko-Bombowego, a w 1982 roku – w 149 Dywizję Lotnictwa Bombowego i przezbrojono w samoloty Su-24. W 1992 roku wyprowadzono ją z terytorium Polski i dyslokowano w m. Smurawiewo (Obwód pskowski), włączając ją w skład 76 Armii Lotniczej jako 149 Dywizję Lotnictwa Mieszanego.

## Skład
Dywizji podlegały pierwotnie:
- 85 Pułk Lotnictwa Bombowego
- 314 samodzielna eskadra śmigłowców
- 339 batalion łączności

W 1989 podlegały jej już:
- 3 Pułk Lotnictwa Bombowego – Krzywa (Su-24)
- 42 Tannenberski Pułk Lotnictwa Bombowego Gwardii – Stara Kopernia, Tomaszowo (Lotnisko Żagań-Tomaszowo) (Su-24)
- 89 Pułk Lotnictwa Bombowego – Szprotawa (Su-24)

## Dowódcy
- ppłk Jefim S. Czerwiakow (1942-1943)
- płk Michaił W. Kozłow (1943-1946)
- płk Michaił I. Fiesienko (1965-1971)
- płk Aleksiej M. Woroncow (1971-1977)
- płk Jurij W. Gierasimow (1977-1980)
- płk Borys I. Kusznieruk (1980-1985)
- płk Nikołaj W. Zubariew (1985-1987)
- płk Nikołaj W. Morochowiec (1987-1992)
- płk Wiktor P. Czernyj (1992)